# هانس رادماخر
هانس رادماخر (آلمانی: Hans Rademacher؛ ۳ آوریل ۱۸۹۲ – ۷ فوریهٔ ۱۹۶۹) یک ریاضی‌دان اهل آلمان بود.
وی همچنین برنده جوایزی همچون کمک هزینه گوگنهایم شده است.